# Нафтохинон
Нафтохинон је класа органских једињење изведених из нафталина. Три изомера се често јављају:
- 1,2-Нафтохинон
- 1,4-Нафтохинон, познат по витамину К[3]
- 2,6-Нафтохинон (амфи-нафтохинон)